# Amathusia staudingeri
Amathusia staudingeri är en fjärilsart som beskrevs av Johannes Karl Max Röber 1900. Amathusia staudingeri ingår i släktet Amathusia och familjen praktfjärilar. Inga underarter finns listade i Catalogue of Life.